# Сямпи
Сямпи — деревня в Якшур-Бодьинском районе Удмуртской республики.

## География
Находится в центральной части Удмуртии на расстоянии приблизительно 15 км на север-северо-восток по прямой от районного центра села Якшур-Бодья.

## История
Основана в 1802 году переселенцами из деревни Выжой-Вожской (Кыква). В 1873 году была отмечена как починок с 5 дворами, в 1893 здесь отмечено 14 дворов (5 русских и 9 удмуртских), в 1905 — 19, в 1924 — 21. С 1932 года деревня. До 2021 год входила в состав Мукшинского сельского поселения.

## Население
Постоянное население составляло 25 человек (1873 год), 98 (1893, в том числе 30 русских и 68 удмуртов), 123 (1905), 137 (1924), 2 человека в 2002 году (удмурты 100 %), 2 в 2012.